# Desmoscolex cristatus
Desmoscolex cristatus är en rundmaskart som först beskrevs av Allgen 1932.  Desmoscolex cristatus ingår i släktet Desmoscolex och familjen Desmoscolecidae. Inga underarter finns listade i Catalogue of Life.